# Dunalley
Dunalley är en ort i Australien. Den ligger i kommunen Sorell och delstaten Tasmanien, i den sydöstra delen av landet, omkring 40 kilometer öster om delstatshuvudstaden Hobart. Antalet invånare är 313.
Runt Dunalley är det mycket glesbefolkat, med 3 invånare per kvadratkilometer.. Närmaste större samhälle är Carlton, omkring 13 kilometer väster om Dunalley. 
Genomsnittlig årsnederbörd är 619 millimeter. Den regnigaste månaden är november, med i genomsnitt 79 mm nederbörd, och den torraste är augusti, med 37 mm nederbörd.